# Dejan Orešković
Dejan Orešković (Slavonski Brod, 24. ožujka 1970.), poznat i po nadimku Klo, je hrvatski gitarist i glazbeni producent. Član je rock skupine Zabranjeno pušenje. Ranije je bio član rock bendova Divlje jagode i Hard Time.

## Životopis
Orešković je rođen i odrastao u Slavonskom Brodu. U dobi od šest godina bio je na svom prvom glazbenom koncertu, i to od Bijelog dugmeta, jer su njegovi roditelji bili obožavatelji. Ubrzo nakon toga, dobio je akustičnu gitaru i naučio svirati prvu pjesmu "House of the Rising Sun". Pred kraj osnovne škole počeo je nastupati u svom prvom rock bendu s kojim svirao pjesme Rolling Stonesa i sličnih rock bendova. U narednom razdoblju svirao je u raznim lokalnim bendovima, a 1988. godine je postao članom popularnog brodskog benda Casablanca, koji su u to vrijeme imali ugovor s Jugotonom.
Na početku Domovinskog rata odlazi u Njemačku, u München. U to vrijeme je radio u popularnom minhenškom disco klubu gdje su nastupali mnogi popularni bendovi i glazbenici s prostora bivše države s kojima ostvaruje kontakte. S nekima je i surađivao, poput Dina Dvornika na koncertnom albumu Live In München. U Hrvatsku se vratio 1994. godine i nastanio se u Zagrebu. Pozvan od dugogodišnjeg poznanika Tonija Lovića postao je članom skupine Hard Time, gdje je svirao bas-gitaru do 1997. godine. U istoj godini pridružio se sastavu Divlje jagode nakon jedne audicije. Tamo je nastupao na devetom studijskom albumu Od neba do neba (2003). Divlje jagode je napustio 2005. godine. Od samog početka svog boravka u Zagrebu radio je kao producent ili koproducent pjesama za glazbenike ili bendove kao što su Meritas, Vanna, Massimo Savić, E.N.I., Žanamari, Opća opasnost i mnogi drugi.
Od 2008. godine Orešković je član rock skupine Zabranjeno pušenje. S njima je surađivao na posljednja četiri studijska albuma: Muzej Revolucije (2009.), Radovi na cesti (2013.), Šok i nevjerica (2018.) i Karamba! (2022.).

## Diskografija
Zabranjeno pušenje
- Muzej Revolucije (2009.)
- Radovi na cesti (2013.)
- Šok i nevjerica (2018.)
- Live in Skenderija Sarajevo 2018 (2022.)
- Karamba! (2022.)
- Pušenje ubija (2025.)
- Uživo u Lisinskom (2025.)

Divlje jagode
- Od neba do neba (2003.)

## Vanjske poveznice
- Dejan Orešković na Discogsu
- Zabranjeno pušenje